# Australomysis incisa
Australomysis incisa är en kräftdjursart som först beskrevs av Georg Ossian Sars 1884.  Australomysis incisa ingår i släktet Australomysis och familjen Mysidae. Inga underarter finns listade i Catalogue of Life.